# Проксима Центавра d
Проксима Центавра d — экзопланета, вращающаяся вокруг красного карлика Проксима Центавра, третья по времени открытия экзопланета в системе ближайшей к Солнцу звезды.

## Открытие
Открыта в 2020 году методом радиальных скоростей, по данным, полученным спектрографом ESPRESSO «Очень большого телескопа» (VLT) Европейской южной обсерватории (ESO). Существование планеты было подтверждено в 2022 году.

## Параметры

Схема планетной системы Проксимы Центавра. Зелёным показана зона обитаемости

Масса миниземли Проксима Центавра d составляет ≥0,26 ± 0,05 массы Земли. Радиус планеты оценивается в 0,81 ± 0,08 радиуса Земли. Большая полуось орбиты — примерно 0,029 а. e. (4,5 млн км), период обращения — 5,1 суток. Это самая лёгкая и самая внутренняя из известных планет системы Проксимы Центавра и наименее массивная экзопланета, обнаруженная методом радиальной скорости по состоянию на 2022 год. Она вращается слишком близко к звезде и, в отличие от открытой в 2016 году её близкой (3 млн км) соседки Проксима Центавра b, не попадает в зону обитаемости: равновесная температура Проксимы Центавра d оценивается примерно в 360 K (+87 °C), но гипотетически полярные области этой планеты могут быть пригодны для жизни.